# Abbaye de Honcourt
Ne doit pas être confondu avec Hancourt.
L’abbaye de Honcourt (en allemand : Hugshofen est située près du village de Saint-Martin (Bas-Rhin) fut fondée en l'an 1000 par le comte Werner d'Ortenbourg, descendant de la famille des Etichonides et de la famille des Eberhard sous le règne de l'empereur Otton III du Saint-Empire (983-1002) et sous l'épiscopat d'Alewic comme l'atteste un diplôme de Frédéric Barberousse.

## Histoire

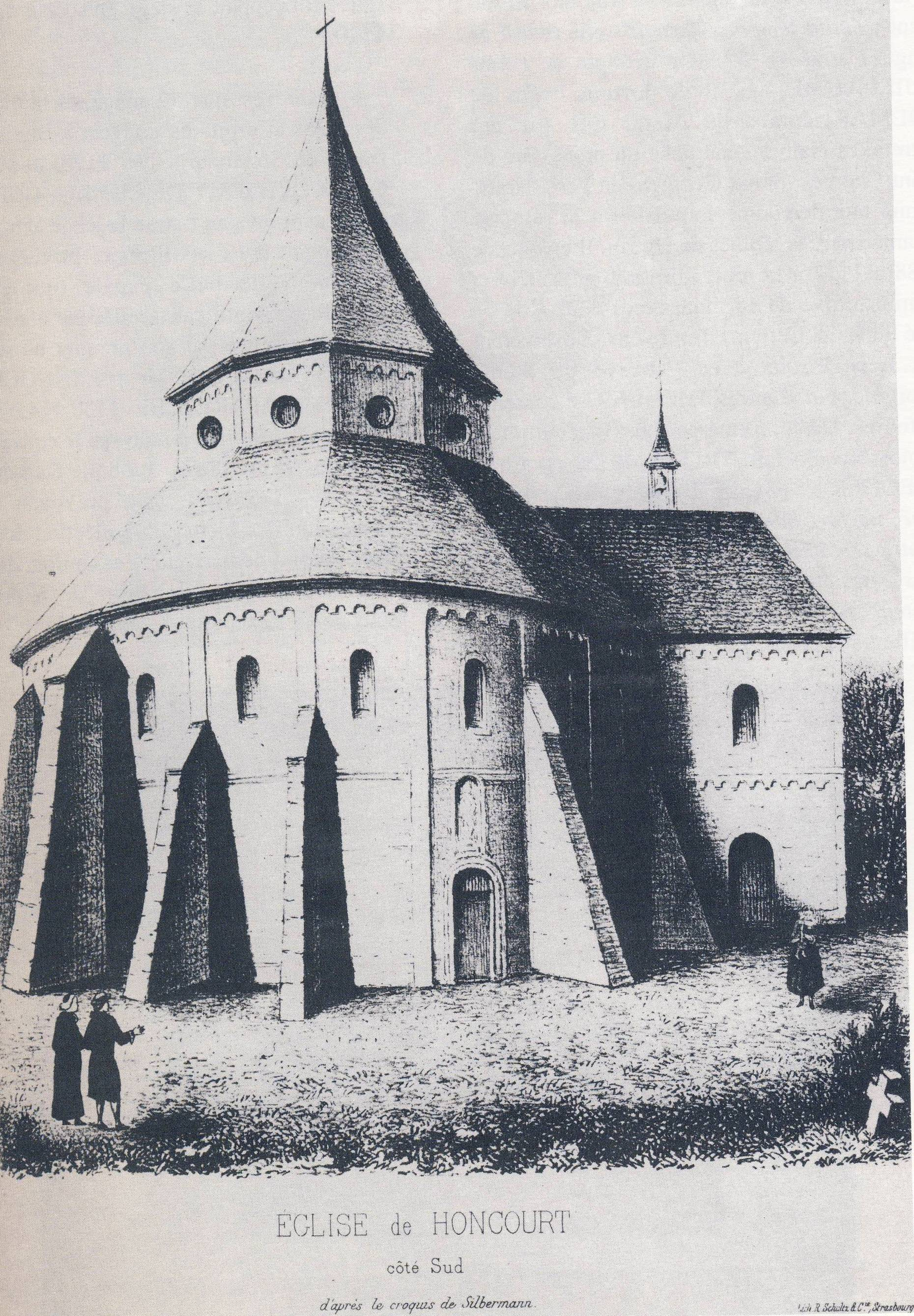
La rotonde de Honcourt, vue du sud d'après A. Silbermann. Lithographie du calque pris par A. Straub en 1856 (litho R. Schultz).

L'histoire de l'abbaye de Honcourt reste encore à faire car les recherches actuelles ne peuvent s'appuyer que sur des documents épars non encore étudiés par les historiens. À ce jour aucun document de l'abbaye primitive ne nous est connu. La tradition basée sur des chartes ou donations souvent fausses, veut que Honcourt ait été fondé en l'an 1000. D'après les dernières recherches, l'abbaye serait l'œuvre de Werner et de son épouse Himidrud, ancêtre de la famille des Hürningen. Il s'agit du fameux Werner von Ortenberg dont l'annaliste de Colmar rapporte qu'on en voit « la figure haute de huit pieds ordinaires, » représentée en peinture. Ce couple a un fils nommé Volmar dont l'histoire ne retiendra pas grand chose. Le premier document concernant Honcourt semble remonter à 1061. De nouvelles citations interviennent en 1135 et en 1286 lorsque la chapelle du monastère est reconstruite par l'abbé Conrad Dickerer.

### Une abbaye se trouvant à Saint-Martin (Bas-Rhin)
Cette abbaye se trouvait à côté du village de Saint-Martin à l'orée du Klosterwald. Selon les rares textes, le monastère a été construit sur l'emplacement d'un ancien château de chasse de petite envergure. Le chroniqueur Jean Ruyr rapporte : « Hugon, susnommé le gros ou le grand à cause de sa stature excessive, avait un petit castel, qui s'appelait aussi de ce nom Hugshoffen, auquel lieu et au contour du dit Val on a érigé un monastère de l'ordre de Saint-Benoît. » L'abbaye avait des biens un peu partout dans le Val de Villé, particulièrement à Dieffenthal. Theoger, abbé (1088-1120) de Saint-Georges en Forêt-Noire, y introduisit la réforme de Hirsau. Ce renouveau conduisit le monastère à une certaine floraison. L'abbaye fut pillée et brûlée en mai 1525. La communauté des moines se dispersa peu après. Le dernier abbé, Paul Voltz, passa au protestantisme et participa à la réforme strasbourgeoise. En 1599 les restes de l'abbaye sont vendus par les archiducs d'Autriche à l'abbaye d'Andlau. Le patrimoine de la première communauté de l'abbaye de Honcourt semble très considérable ; l'abbaye détient Ranrupt, Saint-Martin, Nordhausen, Heidolsheim et d'autres biens situés à Marckolsheim, Breitenheim (localité aujourd'hui annexée à Mussig), Rimsingen-en-Brisgau. Himildrud, la femme de Werner se montra généreuse en accordant des propriétés situées en Lorraine : Gebersdof, Brechlingen et Bausdorf.

### Hugon, le cofondateur du monastère
Selon d'autres historiens, Hugon le second fils de d'Albrecht serait le cofondateur du monastère de Honcourt érigé sur son ancienne propriété de chasse. Comme son frère il avait une stature herculéenne et fut enterré avec lui dans l'abbaye. D'après Jean-Daniel Schoepflin dans l'Alsace illustrée, Hugon, comte de Reichenberg, le dernier de sa famille, mourut en 1361  et fut enterré dans l'église du monastère de Honcourt. En juillet 1986, trois fragments de dalles en grès rose ont été découvertes à Saint-Martin avec des inscriptions. Le millésime sur la dalle indique l'année 1359 qui pourrait être l'année de décès de Hugues. Dans les armoiries on remarque le chevron des armoiries des Reichenberg représenté au chef, alors que sur la dalle le sculpteur le fait apparaître en pointe. 
Étant de passage en Alsace en 1516, l'empereur Maximilien Ier voulut en avoir le cœur net de cette renommée de titan  et fit ouvrir le tombeau. On retira comme pièce à conviction un fémur impressionnant, pour déterminer en toute proportion, la taille des corps ensevelis. L'esquisse que l'on en fit se trouva longtemps conservé au prieuré de Sainte-Foy de Sélestat. On conclut à une stature de huit pieds, soit à peu près 8 × 0,3248 = 2,59 m (8′ 6″) ! Ce qui est déjà impressionnant ! Mais chose curieuse, on eut aussi la surprise de constater que les ossements de Wernher et de Hugon étaient mélangés.

### La construction de l'église abbatiale

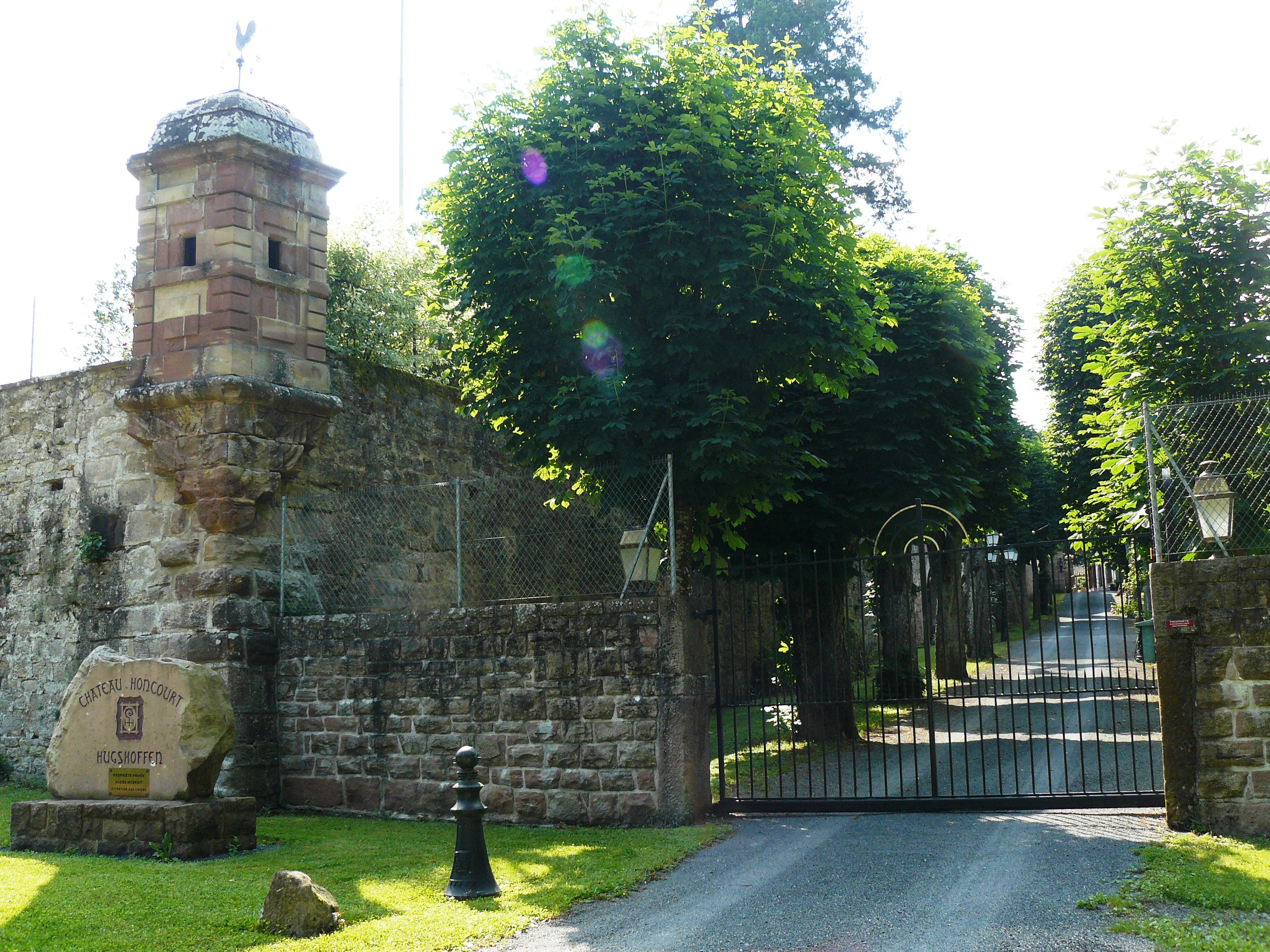
Ancien emplacement où se trouvait avant la Révolution ce qui restait de l'abbaye de Honcourt aujourd'hui baptisé le château de Hugshofen.

C'est en 1186 que l'on commença à édifier l'église abbatiale qui fut achevée un siècle plus tard par l'abbé Conrad III, en 1286. C'était une église circulaire, comme la rotonde du monastère de Senones, flanquée d'un chœur rectangulaire dont la construction dura une centaine d'années. L'édifice résista pendant de longs siècles aux assauts du temps et des guerres. Malheureusement, cette construction remarquable n'existe plus. Elle résista aux assauts du temps et des guerres, mais succomba pitoyablement à la pioche des démolisseurs, sur ordre des religieuses d'Andlau en 1782. Par sa forme circulaire, l'édifice religieux, rarissime, ressemblait fortement à l'église d'Ottmarsheim près de Kembs, un des joyaux de l'architecture romane primitive, réplique fidèle mais en plus petit de la chapelle palatine d'Aix-la-Chapelle.

### Les ravages et pillages
L'abbaye de Honcourt a été soumis à de dures épreuves au cours de son existence. Elle fut occupée une première fois par les Bourguignons sous le commandement de Charles le Téméraire (1433-1477). Ce prince déferla dans la vallée le 20 décembre 1473, l'occupa Villé et la ravagea ,,. Un demi-siècle plus tard, en avril 1525, lors de la Guerre des paysans, les bâtiments conventuels saccagés flambèrent et l'ensemble des documents fut quasiment réduit à  néant. Durant la mise à sec de l'abbaye par les paysans, un précieux retable en provenance de Honcourt fut entreposé à l'église de Villé. Volcyr de Serouville, secrétaire du duc Antoine de Lorraine, s'intéressa à ce chef-d'œuvre. Ce retable a été retrouvé, pris aux paysans avec d'autres objets du culte et emportés par les Lorrains. Ce retable est probablement une œuvre du sculpteur Sixte Schultheiss, mort en 1527.

### Heirich Jestetten prend la relève
L'abbé Paul Voltz ayant été chassé lors de la Guerre des paysans c'est un autre abbé qui va le remplacer. Devant son incapacité à relever l'abbaye en ruine c'est une jeune abbé de 23 ans, Heirich Jestetten formé à Bâle et à Fribourg qui sera chargé à Honcourt de remettre l'abbaye sur pied. Un document écrit en 1548 par Jestentten dresse un état des lieux et décrit les travaux entrepris. Il a le sens des affaires et construit d'abord une tuilerie, puis une forge et une scierie. Il loge les artisans sur place en y joignant une métairie qui se transforme en auberge. Après réfection des murs d'enceinte, il pense à rendre plus confortable cette abbaye. Une grande pièce sera chauffée avec un poêle en fer, un luxe à cette époque. On y aménage une chambre d'hôte et au-dessus une grande pièce avec cheminée à la française. L'abbaye ne compte plus que quatre moines, mais possède neuf chevaux.

### Un abbé hors norme
L'abbé Jestetten entreprend la construction d'une grande cave avec pressoirs pour y stocker le fruit de la dîme en nature et mille hectolitres de vin.En dehors du plan religieux, il est aussi connu pour des aventures avec de jeunes et jolies femmes.Il est le père de deux bâtards. Ambitieux il vise même la charge d'abbé de Murbach et n'hésite pas à employer une méthode peu catholique pour parvenir à ses fins.Il entreprend un raid qui tourne court ce qui lui vaut  un séjour en prison à Lure d'où il parvient à s'échapper pour se faire oublier en Italie en poursuivant ses études en droit canonique et civil avant de revenir à Honcourt où il reste jusqu'en 1556. Il meurt en 1575 comme abbé de Banz.

### La Révolution française
La Révolution française donna le coup de grâce aux archives de l'abbaye d'Andlau dans lesquelles avaient été incorporés les restes des documents sauvés de la mise à sac de 1525.

### Acquis par l'abbaye d'Andlau
Honcourt, qui présidait durant cinq siècles aux destinées spirituelles de la vallée de Villé, ne pouvant plus se suffire à lui-même, fut acquis en 1599 par l'abbaye d'Andlau et son incorporation à cette maison fut définitivement prononcée en 1616 par le pape Paul V. L'abbesse d'Andlau, estimant que l'entretien du sanctuaire de Honcourt était trop onéreux, eut la malencontreuse idée de faire démolir la vénérable abbatiale en 1782, privant ainsi le Val de Villé d'un édifice d'une architecture et d'un style exceptionnels. Il faut préciser, que c'est par le Val de Villé que l'art roman et l'art bourguignon pénétrèrent en Alsace. L'abbaye de Honcourt fut en quelque sorte le pont entre la petite église de Saint-Dié et l'église Sainte-Foy de Sélestat. En 1782 les chanoinesses d'Andlau font enlever l'ancestrale rotonde.

### Vendu à la Révolution
En 1792, la propriété est vendue aux enchères et au détail : l'ensemble est mis en pièces : tuilerie, prairies, forêts. Le château est acquis par Cuny, un notable vosgien déjà établi dans la vallée. Le nouveau propriétaire, directeur des mines de Lalaye, conseiller d'arrondissement meurt en 1835, et passera à ses neveux. A la mi-août 1914 lors de l'avancée de la brigade dauphinoise du général Perret, la demeure du Hugshofen  est incendiée. L'hôtel du Climont et la maison forestière de la charbonnière connaissent un sort identique. Mais plus tard, les bâtiments renaissent de leurs cendres.

## Liste des abbés et abbesses connu de Honcourt

### XIeetXIIesiècles
- Conrad I  XIe siècle
- Conrad II  vers 1088 - Envoyé à Honcourt par l'abbé Guillaume de Hirsau
- Allode (Allodus) vers 1153  - Diplôme confirmatif des biens et privilèges par Frédéric Ier le 24 octobre 1163
- Ulric vers 1172  1186, mise en chantier de la rotonde

### XIIIesiècle
- Wernher  décédé le 11 mars 1223 - Nommé en 1213 à la tête de l'abbaye d'Ebersmunster. Administre les deux abbayes
- Balwin (Baudoin) vers 1235 - Sous son administration Grégoire IX confirme les privilèges de Honcourt
- Jérémie vers 1240 - Permet diverses aliénations, notamment les domaines de Flersheim (près de Cologne) et des biens en Lorraine
- Conrad III de Dickere (Dicka) vers 1286 - Acquisition d'un « Freihof » et de certains revenus de Scherwiller. Restauration de la rotonde.

### XIVesiècle
- Dietrich vers 1341 - Réincorpore la paroisse de Villé et prend en charge celle d'Albé. Met fin au procès avec le prieuré d'Ittenwiller au sujet de l'église de Breitenbach.
- Hugues de Reichenberg - Inhumation en 1359
- Sygelinus  vers 1385 - Échange de vignes situés à Dieffenthal entre Honcourt et le couvent d'Erstein.

### XVesiècle
- Abbé dont le nom n'est pas connu mentionné vers 1424 - Nouvelle incorporation de l'église et de la paroisse de Villé en 1424
- Frédéric de Manse ou Schoenmanse vers 1490 -  Abbé destitué ? . Un document parle de « Alt Abt », alors que les abbés sont élus à vie. Réincorporation de la paroisse de Saint-Martin.
- Obrecht Beger ou Beyer vers 1493 - Témoin à l'occasion d'un litige (1490). Un administrateur seconde Obrecht : Thiébaut Zimmermann, doyen de Saint-Martin de Colmar (1509)

### XVIesiècle
- Jean de Baccarat décédé le 18 décembre 1511 - Un bail porte sa signature. Administrateur également du Prieuré de Lièpvre, cité vers 1504[9]. Enseveli dans la chapelle souterraine.
- Paul Voltz de Schüttern né à Offenbourg en 1480 mort à Strasbourg en 1544. Réunion de Honcourt à la Congrégation de Bursfelden. Grand ami de Beatus Rhenanus et correspondant d'Érasme est nommé à la tête de l'abbaye en 1512. Philosophe et savant, l'homme n'est pas un organisateur ni un rénovateur. Voltz prend la fuite en 1525 lorsque les Rustauds attaquent Honcourt. Dernier abbé de 1512 à 1528. S'enfuit en 1525 à Sélestat. Adopte la nouvelle doctrine.
- Primissaire de Villé ? - vers 1530 - Aucune certitude d'un culte régulier
- Heinrich Jestetten (âgé de 23 ans au moment de sa nomination). De 1535 jusqu'en 1556. Il remet sur pied l'abbaye. Il y construit une tuilerie puis une forge et une scierie et plante la vigne. Il aménage plusieurs pressoirs capable de stocker mille hectolitres de vin. Il décède en 1575 comme abbé de Banz.
- Abbé Sébastian zu Hugshoffen vers 1559
- Laurent Sporrer vers 1597 - Évêque de Sébaste

## Administrateur

### XVIesiècle
- Guillaume de Ribeaupierre de 1510 à 1528 - Avoué, administrateur. Délégué des Archiducs d'Autriche.
- Jacques Zimmermann vers 1570 - Métayer et receveur du couvent de Honcourt à Sélestat.
- François Joseph Coesani de Vérone vers 1584 - Gère également la recette de Honcourt à Sélestat.

### XVIeetXVIIesiècles
- Madeleine de Rebstock (abbesse) vers 1590 - Premières tractations pour l'achat de Honcourt en 1599
- Marie-Ursule de Reichenstein (abbesse  (administrateur : Nicolas Deutsch) mentionnée vers 1590, 1611 et 1622. L'abbesse se réfugie à Soleure en Suisse lors de la Guerre de Trente Ans. Achat de Honcourt en 1616

### XVIIesiècle
- Henri Lambert, chapelain vers 1624
- Jeanne-Sabine d'Offenbourg (abbesse) vers 1638 - Décédée en 1656 - Retour de la communauté à Andlau
- Marie Beatrix d'Eytingen abbesse
- Marie-Cunégonde de Beroldingen (abbesse) vers 1666 - Décédée en 1700
- Dominique Gutmann, curé de Saint-Martin vers 1695 - Messe hebdomadaire dans la rotonde de Noël 1695 à Noël 1696.

### XVIIIesiècle
- Marie-Cléopha de Flachsland (abbesse) mentionnée vers 1700, 1703, 1704
- Marie-Sophie d'Andlau (abbesse) mentionnée vers 1708 - Décédée en 1751
- Marie-Beatrux de Breitenlandengerg  (abbesse) mentionnée vers 1749 - Élue abbesse coadjutrice
- Maie Truchsess de Rheinfelden (abbesse). En 1782, destruction de la rotonde de Honcourt. Construction de l'ancien château résidence d'été des chanoinesses. Fin du couvent.

## Sources
Tout ou partie de cet article est tiré de l'annuaire 1976 avec autorisation de la Société d'histoire du Val de Villé. L'article a pu être modifié depuis.